# (79146) 1992 JP3
(79146) 1992 JP3 là một tiểu hành tinh vành đai chính. Nó được phát hiện bởi Henri Debehogne ở Đài thiên văn La Silla ở Chile ngày 2 tháng 5 năm 1992.